# 李叔良
李叔良（?—621年6月26日），唐朝宗室，长平郡王，唐高祖李渊的六叔李祎的儿子，唐玄宗年間奸臣李林甫的曾祖父。
史书未记载生年。李叔良在义宁年间，授左光禄大夫，封长平郡公。武德元年，拜为刑部侍郎，进爵为长平郡王。镇守泾州，抵御薛举。薛举假说粮尽，引兵南去，遣高墌人诈降。李叔良遣骠骑刘感率众赴高墌，至百里细川，伏兵齐发，唐军败绩，刘感阵亡。李叔良大惧，出金赐士卒。严为守备，泾州保全。武德四年，突厥入侵，命李叔良率五军抵御。李叔良中流矢而亡，追赠左翊卫大将军、灵州总管，谥号肃。

## 子嗣
- 子:李孝协、李孝斌。
- 孫:李思训、李思诲。皆為李孝斌之子。
- 曾孫:李昭道（李思训子）、李林甫（李思诲子）。

## 延伸阅读
[在维基数据编辑]
 《舊唐書·卷60》，出自刘昫《舊唐書》
 《新唐書·卷078》，出自《新唐書》